# Десагуадеро
Десагуадеро (на испански: Rìo Desaguadero) е река в западната част на Боливия, в департаментите Ла Пас и Оруро, изтичаща от езерото Титикака и вливаща се в езерото Поопо. Дължината ѝ е 398 km, а площта на водосборния басейн – 29 843 km² (заедно със солончаците Уюни и Койпаса, водите на които през отделни години се вливат в езерото Поопо – около 90 000 km²).
Река Десагуадеро изтича от крайния южен ъгъл на езерото Титикака, разположено на 3812 m н.в., при боливийския и перуанския град Десагуадеро. Първите 14 km служи за граница между двете държави, след което изцяло тече по боливийска територия. По цялото си протежение тече предимно в югоизточна посока по дъното на пресъхнало огромно древно езеро през полупустинни райони на високопланинското плато Алтиплано, простиращо се между Западните Боливийски и Централните Боливийски Кордилери. В горното течение водата и е сладководна, но в средното и особено в долното течение се засолява. Южно от град Оруро образува езерото Уру-Уру, след което се влива от север в соленото езеро Поопо, разположено на 3686 m н.в. Има два основни десни притока Маури (202 km) и Караниля. Среден годишен отток 78 m³/s, минимален 28 m³/s, максимален 282 m³/s. В горното си течение на протежение от 65 km е достъпна за плитко газещи речни съдове.